# 沈鍊
沈鍊（1497年—1557年），字純甫，號青霞。浙江紹興衛軍籍（今绍兴），麗水縣人，明朝政治人物，同進士出身。

## 生平
嘉靖十年（1531年）辛卯科浙江鄉試第六十五名舉人，嘉靖十七年（1538年）登戊戌科進士，除溧陽縣知縣，因得罪御史，調茬平縣。父喪丁憂去職。守喪期滿，補清豐縣。入為錦衣衛經歷（錦衣衛文書出納），長官陸炳與嚴嵩友好。沈鍊為人剛直，嫉惡如仇，每飲酒輒箕踞笑傲。以“十罪疏”彈劾嚴嵩，被處以杖刑，謫發居庸關守邊。
沈鍊在塞外，卻仍以詈罵嚴嵩父子為樂，嚴嵩得知大怒。嘉靖三十六年（1557年）嚴世蕃遣巡按御史路楷和宣大總督楊順合计誅除沈鍊。恰逢白莲教教徒阎浩等人被捕，招供多名嫌犯，於是列上沈鍊的名字。終於被杀，年五十一，兩子沈衮、沈褒同被害。

## 身后
隆慶初年（1567年）朝廷下詔，褒獎敢於言事者，特追贈沈煉光祿寺少卿，任用一子為官。天啟初年（1621年）追謚忠湣，《明史》有傳。

## 著作
有《青霞集》11卷，年譜1卷。另有《青霞山人集》5卷、《鳴劍集》12卷。

## 家族
曾祖沈伯才；祖沈慶；父沈璧；母俞氏。具慶下。兄鎮、鏜、銂；弟鎬、鍾、鉌、鎰、鍔。
子沈襄，號小霞，以荫补官，仕至姚安太守。少好学剑，纵横击刺，得其法。见窗下老梅，日模之，后访刘世儒于万玉楼，师之旬日，尽得其意，因悟其纵横之妙，与剑法同，遂以写梅、竹，称绝艺。尤善墨梅，枯润咸有天趣。姜二酉谓其“霜枝雪干，风骨峻峥，自是清华之笔”。

## 相關作品
“三言二拍”中的《沈小霞相會出師表》就是描寫後續的故事。
《古文觀止》輯有茅坤《青霞先生文集序》。

### 文目
- 王世貞，《錦衣衞經歷贈光祿寺少卿沈公鍊墓志銘》
- 徐渭《赠光禄少卿沈公传》
- （清）張廷玉等，《明史》，中華書局點校本

## 延伸阅读
[在维基数据编辑]
 在维基文库阅读此作者作品
 《明史卷二百〇九》，出自《明史》